# 醫事人力資源

女医师的图像象征之一

根據世界衛生組織（簡稱為WHO）的2006年《世界衛生報告》，醫事人力資源（英語：（HHR），也稱為human resources for health(HRH)，或health workforce）（中国大陆译作“卫生人力资源”）被定義為"包含主要目的是致力增進人類健康的全部人士"。  醫事人力資源被標定為醫療系統的核心組成部分之一。 這些人包括醫師、護理人員、助產士、牙醫、醫療相關專業人員、社區衛生工作人員、醫療衛生社會工作者、其他醫事人員，以及衛生管理和支援人員（那些並未直接提供服務，但對於衛生系統的有效運行至關重要的人），包括醫療衛生管理、醫療衛生資訊管理技術人員、醫療衛生經濟學家、醫療衛生供應鏈經理人、醫療衛生助理員，等等。
醫事人力資源領域涉及諸如醫療衛生部門的勞動力規劃、開發、績效、管理、員工留任、資訊、和人力資源的研究等領域。近年來，提高人們認識到醫事人力資源在增強醫療衛生系統的績效，和改善人口醫療衛生成果方面能發揮關鍵性的作用，讓這項題目成為全球醫療衛生議程中的重點。

## 全球形勢

被界定為嚴重短缺醫事人員的國家

WHO估計，全世界短缺醫師、助產士、護士、還有支援人員，總數約430萬名。在57個最貧窮的國家中，這種短缺尤其嚴重，特別是在撒哈拉以南非洲地區。這種情況在2006年的世界衛生日中，被宣佈為"醫事人力危機"，這情況是數十年來，全球在醫事人員的教育、訓練、薪酬、工作環境、和管理方面投資不足的結果。
在許多特定的醫事領域中，也有缺乏有經驗人員的情況。例如，在144個低收入和中等收入國家中，估計需要118萬心理健康專業人員，其中包括55,000名精神科醫生，628,000 名心理健康相關的護理人員，和493,000名心理社會護理（psychosocial care）人員。 在許多開發中國家，缺乏足夠熟練的助產士，仍然是改善孕產婦健康醫療衛生成果的重要障礙。許多國家，無論是已開發國家還是開發中國家，都存在著熟練醫務人員分佈不均的情況，結果是在農村和服務不足地區有醫事人員#醫事人員的短缺問題。
WHO的全球衛生觀察報對全球醫事人力狀況會作定期更新。 但所得的資料仍然零散，不夠完整，主要與各國內部的醫事人力資源資訊系統（HRHIS）的能力不足有關。
為了從應對醫事人力挑戰，和強化資料的最佳實踐中學習，世界各地的醫事人力資源從業人員，會日益加強關注諸如-醫事人力資源的推動倡導、監督、以及合作等問題。全球在醫事人力資源合作夥伴關係的一些例子有：
- 醫事人力資訊參考小組（HIRG）[11]
- 全球醫事人力網絡[12]
- 中国卫生人才网[13]

## 研究
醫事勞動力研究是調查社會上、經濟上、組織上、政治上、和政策因素會如何影響到醫事人員的運用，以及勞動力本身的組織和組成如何影響到醫療衛生服務的提供、品質、個人的健康權益、和成本。
許多政府的衛生部、學術機構、和相關機構已建立研究計劃，以識別和量化醫事人員問題的範圍和性質，然後做衛生政策的擬定，而能在其轄區內建設有創新力，以及有持續力的醫療衛生服務隊伍。有關醫事人力資源、資訊、和研究成果傳播計劃的一些例子包括有：
- 由BMC Health Services Research（英语：BMC Health Services Research）出版，有關醫事人力資源期刊[14]
- 澳洲新南威爾士大學，HRH Knowledge Hub

- 紐約州立大學奧爾巴尼分校，Center for Health Workforce Studies [16]
- 加拿大健康諮詢研究所（英语：Canadian Institute for Health Information）：支出和醫事勞動力[17]
- 印度公共衛生基金會（英语：Public Health Foundation of India）：印度醫事人力資源[18]
- 蘇丹國家醫事人力資源觀測站[19]
- 經濟合作與發展組織（簡稱為OECD）醫事人力資源研究[20]
- 中国卫健委卫生人力资源管理系统[]：发挥医疗卫生机构资源的整体效益

## 政策與規劃
在某些國家和地區，醫事勞動力規劃是透過勞動力市場參與者之間分配而來。而在另外一些國家，政府和其他組織都則採用一項明確的政策或策略，以規劃出足夠的數量、適當的分佈、和具有可接受品質的醫事人員，以便達成醫療衛生的目標。譬如，國際護士理事會報告中說：
HHRP [醫事人力資源規劃（health human resources planning）]的目標是為正確數量的醫事人員去提供正確的知識、技能、態度、和資格，並在正確的時間、正確的位置、執行正確的任務，以實現正確的預定醫療衛生目標。
設定的HRH[Human Resource for Health]目標的重要組成部分是供給和需求模型，就是說使用適當的數據，將人口醫療衛生需求和/或想達成的目標，與人力資源的供應、分配、和生產力聯繫起來。將所產生的結果用於生成以證據為基礎的政策，引導出有持續力的勞動力。 在資源有限的國家中，規劃HRH的方法，通常是從先設定目標計劃或項目，例如，那些響應千年發展目標或最近的可持續發展目標的計劃或項目，然後由這些需求來驅動人力資源的規劃、取得、與分配。
WHO的人員需求工作量指標 （Workload Indicators of Staffing Need（WISN））是一種可以調整以適應當地情況的HRH計劃和管理工具。 它為醫療衛生管理人員提供一種系統化的方法，根據醫事人員的工作量去制定人員配備決策，以便適切地管理人力資源，並針對給定的醫療衛生機構，給每個工作量組成活動（時間）的標準。

### WHO《國際醫事人員招聘的全球行為守則》
解決醫事人員短缺和分配不當，主要的國際政策框架，是在2001年WHO第63屆世界衛生大會中通過《國際醫事人員招聘的全球行為守則（Global Code of Practice on the International Recruitment of Health Personnel）》。這項守則的制定是在有關國際醫事人員招聘（尤其是在一些高收入國家），對許多開發中國家在提供初級醫療衛生服務方面的影響，而發生日益激烈的辯論之下而產生。雖然這項守則對會員國和招聘機構几乎没有約束力，但它促進符合道德的招聘原則和做法。它還主張加強醫事人員資訊系統，以促進各國醫事人力政策和規劃的效率。